# Ricardo Rosselló Nevares
Ricardo Rosselló Nevares (San Juan, 7 de març de 1979) és un investigador, neuròleg i economista porto-riqueny, president del Partit Nou Progressista (PNP), que proposa l'annexió de Puerto Rico com un estat mes dels Estats Units. El 8 de novembre de 2016 va ser elegit governador de Puerto Rico. És el primer governador de l'illa que va dimitir a meitat de mandat.

## Biografia
Ricardo Rosselló té ascendència mallorquina, el seu besavi fou Pere Joan Rosselló Batle, originari de Lloseta, que l'any 1902, amb 23 anys, va emigrar a l'illa de Puerto Rico. Pere Joan es va casar amb Jacobina Matanzo i van tenir quatre fills: Joan, Pere, Olga i Maria. Joan va ser metge psiquiatre de molt prestigi al igual que el seu fill Pedro Rosselló González, que a més va ser governador de Puerto Rico.
Ricardo Rosselló és fill de Pedro Rosselló González, governador de Puerto Rico entre 1993 i 2000. És doctor en bioenginyeria i neurobiologia per l'Institut Tecnològic de Massachusetts (MIT) on va concentrar els seus estudis en economia per al desenvolupament i on va obtenir un premi del degà de MIT per serveis comunitaris excel·lents. Durant la seva infantesa va residir vuit anys a la Fortaleza, residència principal del governador.
Té un doctorat en ciències de la Universitat de Michigan i va fer estudis de postgrau a la Universitat de Duke on va fer tasques d'investigació sobre el paper de les cèl·lules mare en l'organisme humà. Ricardo Rosselló és de religió protestant i està casat amb Beatriz Isabel Areizaga amb qui té una filla.

## Carrera política
Va iniciar-se en la política porto-riquenya a partir de 2008 quan va ajudar el seu pare en una campanya per tornar a ser governador però va ser derrotat per Luis Fortuño. El mateix any va ser un dels col·laboradors de la candidata del Partit Demòcrata, Hillary Clinton, a les primàries de les eleccions nord-americanes guanyades pel president Barack Obama. El 2012 va fundar el moviment «Boricua, Ahora Es» que persegueix el canvi de l'estatus polític de Puerto Rico.
El 8 de novembre de 2016 va esdevenir el nou governador de Puerto Rico després d'aconseguir el 41.76% dels vots, un total de 648.527. Va vèncer el seu principal contrincant, l'odontòleg David Bernier, del Partit Popular Democràtic (PPD), que va obtenir prop del 38.94% dels vots i els seus altres quatre contrincants: María de Lourdes Santiago (Partit Independentista Porto-riqueny), Rafael Bernabe (Partit del Poble Treballador) i als candidats independents Alexandra Lúgaro i Manuel Cidre.
El 25 de juliol de 2019 va demetre, després d'onze dies de multitudinàries protestes al carrer que exigien la seva sortida. El governador va ser enxampat havent participat, juntament amb alguns dels seus assessors, en un xat privat en el qual insultaven i feien burla de personatges famosos homosexuals i del col·lectiu LGBTI, així com de les víctimes de l'Huracà Maria.